# De Samvirkende Købmænd
De Samvirkende Købmænd (DSK) er en dansk brancheorganisation for købmandsejede supermarkeder, nærbutikker, minimarkeder og convenience-butikker. DSK blev grundlagt i 1907 som De Samvirkende Detailhandlere i Danmark. Organisationen var en fusion af det sjællandske Detailhandlersocietetet (stiftet 1900), Central Organisationen af detailhandlerforeninger i Jylland (stiftet 1901) og Central Organisationen af detailhandlerforeninger for Fyns stift (stiftet 1905). Organisationens navn blev i 1919 ændret til De samvirkende Købmandsforeninger i Danmark og i 1997 til De Samvirkende Købmænd.
De Samvirkende Købmænd varetager medlemmernes interesser, bl.a. i forhold til det politiske system. DSK beskæftiger sig i den sammenhæng særligt med erhvervs- og fødevarelovgivning samt planlovgivning.
DSK har ca. 1.250 medlemsbutikker.
DSK's direktør siden 1996 er John Wagner.

## Medlemmer
Foruden medlemmer, der står udenfor kæderne, tæller medlemskredsen i DSK bl.a. kæderne:
- ABC Lavpris
- Dagrofa S-Engros
- 7-Eleven
- Go'on
- Kiwi Minipris
- Let-Køb
- Løvbjerg Supermarked
- Rema 1000
- Spar
- Meny Arkiveret 29. maj 2007 hos  Wayback Machine
- Min Købmand